# Melymacra apicalis
Melymacra apicalis är en insektsart som först beskrevs av Van Duzee 1916.  Melymacra apicalis ingår i släktet Melymacra och familjen ängsskinnbaggar. Inga underarter finns listade i Catalogue of Life.